# Martín Merquelanz
Martín Merquelanz Castellanos, né le 12 juin 1995 à Irun (Espagne), est un footballeur espagnol jouant au poste d'ailier gauche au SD Eibar.

## Biographie

### En club
Né à Irun, ville basque frontalière de la France, Martín Merquelanz commence le football au collège avant de rejoindre le club d'Antiguoko KE de Saint-Sébastien en 2009,. Après trois années passés là-bas, il rejoint l'académie du principal club de la ville, la Real Sociedad. Au bout de deux ans de formation et quelques apparitions en Youth League, il fait partie des dix joueurs promus en équipe réserve du club pour débuter la saison suivante.
Le 31 août 2014, il débute en seniors face au CD Tudelano, en troisième division espagnole et marque son premier but en 2015 face au CD Mensajero. Un an plus tard, performant avec l'équipe réserve, il inscrit un triplé face au Gernika Club et termine la saison 2016-2017 avec dix buts inscrits en championnat. Le 10 décembre 2017, il se rompt les ligaments croisés du genou gauche face au Racing de Santander, ce qui l'éloigne des terrains pour le reste de la saison.
De retour de blessure, il intègre l'équipe première de la Real Sociedad. Il joue son premier match en professionnel en entrant en jeu face à Eibar à Ipurua. Au bout de cinq minutes, il se rompt les ligaments croisés du genou droit. L'été suivant, remis de sa blessure, il est prêté en Liga 2, au CD Mirandés. Il réalise une saison exceptionnelle, avec dix-sept buts inscrits et quatorze passes décisives toutes compétitions confondues. Son équipe atteint la demi-finale de la Copa del Rey, où Merquelanz se distingue lors du tour précédent face à Villarreal, avec trois passes décisives et un but.
De retour à la Real Sociedad, il est utilisé comme remplaçant lors de la saison 2020-2021, avant d'être prêté au Rayo Vallecano l'été suivant. Le 11 septembre 2021, lors d'un match de Liga face à Levante, il se blesse à nouveau au genou, et est forfait pour le reste de la saison. Il connaît ensuite de nombreuses complications liées à ses différentes blessures, et est de nouveau opéré en juin 2023.
Le 7 août 2024, après avoir résilié son contrat avec la Real Sociedad, il signe un contrat d'une saison avec le SD Eibar. Dix jours plus tard, après environ trois ans sans jouer au football, il retrouve les terrains face au CD Castellón.

## Statistiques
| Saison                | Club                  | Championnat           | Championnat | Championnat | Championnat | Coupe(s) nationale(s) | Coupe(s) nationale(s) | Coupe(s) nationale(s) | Compétition(s) continentale(s) | Compétition(s) continentale(s) | Compétition(s) continentale(s) | Compétition(s) continentale(s) | Total | Total | Total |
| Saison                | Club                  | Division              | M.          | B.          | P.d.        | M.                    | B.                    | P.d.                  | Comp.                          | M.                             | B.                             | P.d.                           | M.    | B.    | P.d.  |
| 2014-2015             | Real Sociedad B       | 2ªB                   | 17          | 0           | 2           | -                     | -                     | -                     | -                              | -                              | -                              | -                              | 17    | 0     | 2     |
| 2015-2016             | Real Sociedad B       | 2ªB                   | 29          | 2           | 0           | -                     | -                     | -                     | -                              | -                              | -                              | -                              | 29    | 2     | 0     |
| 2016-2017             | Real Sociedad B       | 2ªB                   | 36          | 10          | 5           | -                     | -                     | -                     | -                              | -                              | -                              | -                              | 36    | 10    | 5     |
| 2017-2018             | Real Sociedad B       | 2ªB                   | 18          | 5           | 0           | -                     | -                     | -                     | -                              | -                              | -                              | -                              | 18    | 5     | 0     |
| Sous-total            | Sous-total            | Sous-total            | 100         | 17          | 7           | -                     | -                     | -                     | -                              | -                              | -                              | -                              | 100   | 17    | 7     |
| 2018-2019             | Real Sociedad         | Liga                  | 1           | 0           | 0           | -                     | -                     | -                     | -                              | -                              | -                              | -                              | 1     | 0     | 0     |
| 2019-2020             | CD Mirandés (prêt)    | Liga 2                | 36          | 15          | 10          | 7                     | 2                     | 4                     | -                              | -                              | -                              | -                              | 43    | 17    | 14    |
| 2020-2021             | Real Sociedad         | Liga                  | 13          | 0           | 1           | 2                     | 0                     | 0                     | C3                             | 2                              | 0                              | 0                              | 17    | 0     | 1     |
| 2021-2022             | Rayo Vallecano (prêt) | Liga                  | 4           | 0           | 0           | -                     | -                     | -                     | -                              | -                              | -                              | -                              | 4     | 0     | 0     |
| 2022-2023             | Real Sociedad         | Liga                  | -           | -           | -           | -                     | -                     | -                     | -                              | -                              | -                              | -                              | 0     | 0     | 0     |
| 2023-2024             | Real Sociedad         | Liga                  | -           | -           | -           | -                     | -                     | -                     | -                              | -                              | -                              | -                              | 0     | 0     | 0     |
| Sous-total            | Sous-total            | Sous-total            | 14          | 0           | 1           | 2                     | 0                     | 0                     | -                              | 2                              | 0                              | 0                              | 18    | 0     | 1     |
| 2024-2025             | SD Eibar              | Liga 2                | 13          | 0           | 0           | 1                     | 0                     | 0                     | -                              | -                              | -                              | -                              | 14    | 0     | 0     |
| Total sur la carrière | Total sur la carrière | Total sur la carrière | 167         | 32          | 18          | 10                    | 2                     | 4                     | -                              | 2                              | 0                              | 0                              | 179   | 34    | 22    |